# Deep Space 1
Deep Space 1 var en rymdfarkost som utvecklades av NASA som en del av New Millennium-programmet, och som skickades upp 24 oktober 1998 med en Delta II-raket. Dess uppgift var att testa och utvärdera tolv avancerade rymdtekniker som har möjligheten att minska risken och kostnaden för framtida rymdfarkoster. Bland teknikerna som utvärderades fanns:
- en jonmotor
- Autonav, ett självständigt navigeringssystem som minskar behovet av markkontroll
- Remote Agent, ett intelligent självdiagnos- och självreparationssystem
- SDST (Small Deep Space Transponder), ett miniatyriserat radiosystem
- MICAS (Miniature Integrated Camera and Spectrometer), en mindre, lättviktigare kombination av kamera och spektrometer
- PEPE (Plasma Experiment for Planetary Exploration), ytterligare kombination av instrument som annars hade varit tyngre och större
- SCARLET (Solar Concentrator Array of Refractive Linear Element Technologies), en lättviktigare solcell med högre effekt
- Beacon Monitor-experimentet, där farkosten sänder endast en enkel tonsignal under färden för att ange sitt tillstånd, för att minska övervakningskostnaden

Deep Space 1 lyckades utföra alla sina huvuduppdrag och lyckades även med några sekundära uppdrag: förbiflygningar av asteroiden 9969 Braille och kometen 19P/Borrelly, med återsända värdefulla vetenskapliga data och bilder som resultat. Deep Space 1-uppdraget avslutades 18 december 2001.

### Fotnoter
1. ↑  ”NASA Space Science Data Coordinated Archive” (på engelska). NASA. https://nssdc.gsfc.nasa.gov/nmc/spacecraft/display.action?id=1998-061A. Läst 1 april 2020.